# 大橋志吉
大橋志吉（日语：／ Ōhashi Yukiyoshi，1959年4月10日—），日本男編劇。出身於靜岡縣。橫濱放送電影專門學院畢業（第4期）。松竹劇本研究所第1期生。

## 來歷、人物
主要負責動畫的編劇、劇本統籌之工作。與《神奇寶貝》電影系列同時放映的短片的劇本通常由大橋撰寫。
曾是日本放送作家協會會員，並擔任規約委員副委員長。截至2025年，他已離開該協會。日本編劇聯盟會員。

## 參加作品
粗體字表示劇本統籌作品。

### 電視動畫
1981年
- 福星小子 (1981年版)（—1986年）

1983年
- 美雪、美雪（—1984年）
- 奈奈子SOS（日语：ななこSOS）

1984年
- 北斗神拳（—1988年）

1985年
- 鬼太郎 (第3作)

1986年
- Oh！Family（日语：Oh!ファミリー）

1987年
- 橙路
- 燃燒吧！哥哥

1988年
- 魁!! 男塾
- 電腦警察Cybercop
- 鐵拳小子（日语：鉄拳チンミ）

1989年
- 西瓜皮先生[3]
- 甜蜜小天使 (1988年版)
- 超時空遊俠

1990年
- 超級劍豪傳
- 平成天才傻鵬（日语：平成天才バカボン）
- 魔法天使甜蜜薄荷（日语：魔法のエンジェルスイートミント）

1991年
- 勇者鬥惡龍 達伊的大冒險 (1991年版)
- 丸出日太夫

1992年
- 幽☆遊☆白書[4]（—1994年）

1993年
- 劍勇傳說YAIBA

1995年
- 超時空要塞7
- 愛天使傳說
- 空想科學世界
- 宇宙小毛球（—1997年）

1996年
- 天才寶貝
- 鬼太郎 (第4作)

1997年
- 神奇寶貝（—2002年）
- 貓狐警探（日语：はいぱーぽりす）
- 甜心戰士F

1998年
- 甜蜜小天使 (1998年版)
- 烙印勇士 (1997年版)
- 超級百變金剛

1999年
- 變形金剛Neo（日语：ビーストウォーズネオ 超生命体トランスフォーマー）

2000年
- 夢幻天女
- 變形金剛 Car Robot（日语：トランスフォーマー カーロボット）

2001年
- 棋魂[5][6]（—2003年）

2002年
- 釣魚迷日記（—2003年）
- 神奇寶貝超世代（—2006年）

2003年
- 神奇寶貝 Side Story（—2004年）
- 冒險遊記Pluster World
- 貯金大冒險（—2005年）

2004年
- 阿嘉莎·克莉絲蒂的名偵探白羅與瑪波

2006年
- 神奇寶貝鑽石&珍珠（—2010年）

2009年
- 塔麻可吉！（—2012年）

2010年
- 神奇寶貝超級願望（—2012年）

2012年
- 神奇寶貝超級願望 Season 2
- 塔麻可吉！Yume Kira Dream（—2013年）

2013年
- 塔麻可吉！Miracle Friends（—2014年）
- 神奇寶貝超級願望 Season 2 Episode N
- 神奇寶貝超級願望 Season 2 傑可羅拉冒險
- 神奇寶貝XY（—2015年）

2014年
- GO-GO 塔麻可吉！（—2015年）

2015年
- 神奇寶貝XY&Z（—2016年）

### 電影動畫
1991年
- 月光耳環 銀玫瑰騎士團（日语：ユメミと銀のバラ騎士団）

1993年
- 幽☆遊☆白書：夜叉的陰謀（日语：幽☆遊☆白書 (映画)）

1994年
- 幽☆遊☆白書：冥界死鬥篇 炎之絆（日语：幽☆遊☆白書 冥界死闘篇 炎の絆）

1997年
- 浪客劍心：給維新志士的鎮魂歌

2001年
- 皮卡丘的心跳捉迷藏

2002年
- 皮卡皮卡的星空露營

2003年
- 神奇寶貝的跳舞秘密基地

2012年
- 美洛耶塔的閃亮音樂會

### OVA
1989年
- Hi-SPEED JECY（日语：ハイスピード・ジェシー）

1991年
- （—1992年）

1993年
- 我是大哥大!!（－1997年）

2005年
- 大眼蛙的恐龍出現了

### 廣播劇CD
- 超時空要塞7 DOCKING FESTIVAL 用歌拯救銀河（日语：マクロス7 ドッキングフェスティバル 歌は銀河を救う）（編劇）

## 相關項目
- 日本動畫師列表（日语：アニメ関係者一覧）